# Alex Fiorio
Alessandro Fiorio, detto Alex (Torino, 10 marzo 1965), è un pilota di rally e dirigente sportivo italiano, campione del mondo del gruppo N nel 1987.
Nel biennio del dominio Lancia nel Campionato del mondo rally (1988-1989), era il 2º pilota della scuderia dopo Miki Biasion (due titoli mondiali e 10 successi nel biennio in questione). Fiorio andò a podio in 9 occasioni (6 secondi posti e 3 terzi posti), pur tuttavia non riuscendo mai a conquistare un successo.

## Biografia
È figlio di Cesare, dirigente sportivo nonché suo team manager durante gli anni in Lancia, e fratello di Giorgia, attrice, cantante e fotografa.

## Carriera

### Pilota

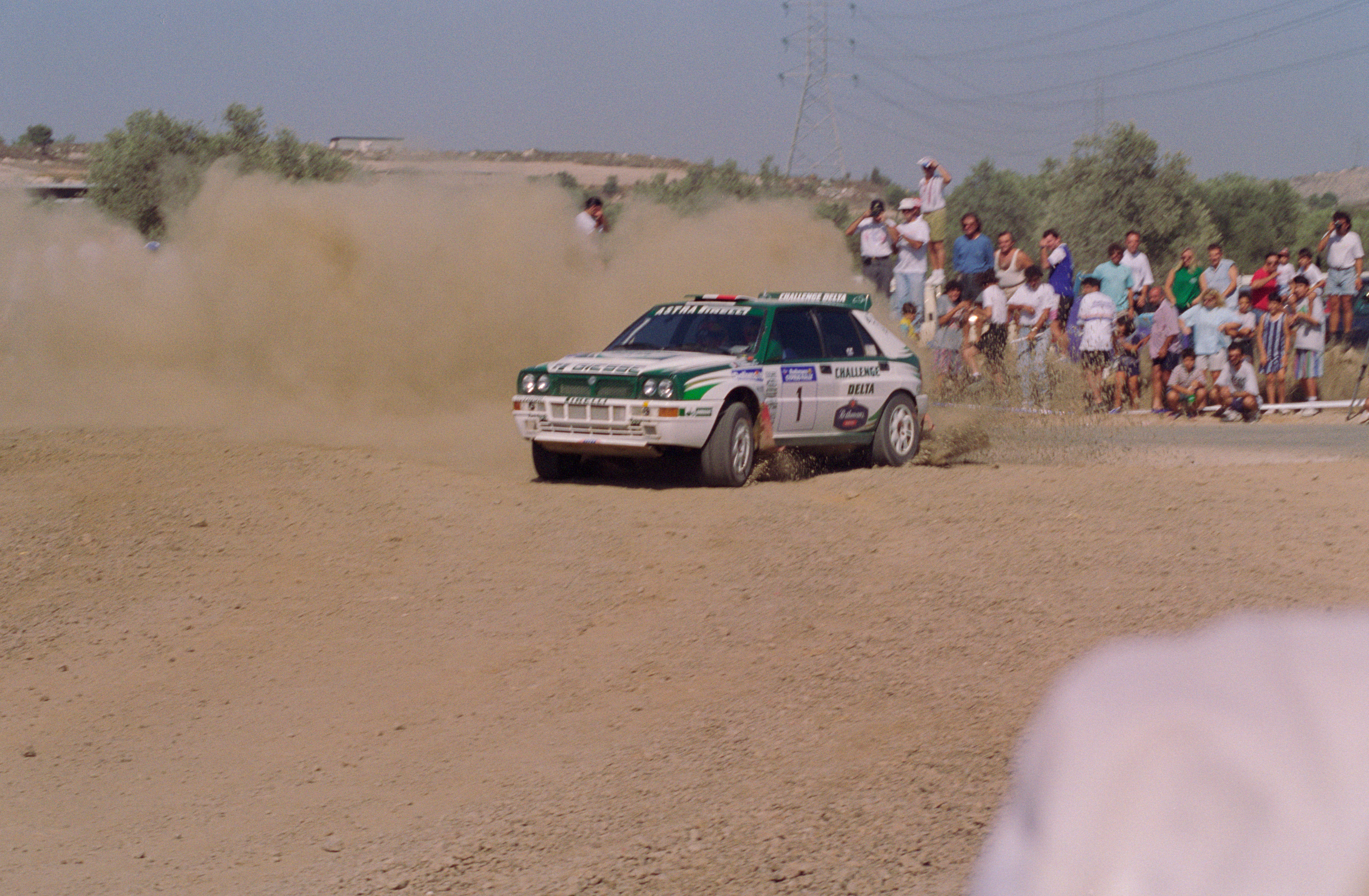
Fiorio, su Lancia Delta HF Integrale, ottiene la sua terza vittoria consecutiva al Cyprus Rally nell'edizione 1994

Ha partecipato a diverse edizioni del mondiale rally, la maggior parte delle quali con Gigi Pirollo come navigatore, riuscendo ad andare a punti in nove stagioni (dal 1987 al 1995); ha inoltre preso parte a quattro edizioni del mondiale riservato alle vetture di serie (un titolo nel 1987 e dal 2000 al 2002). Come miglior piazzamento in classifica generale del mondiale assoluto, vanta il 2º posto della stagione 1989, alle spalle del compagno di squadra Miki Biasion.
Un tragico evento ha avuto per involontario protagonista il pilota torinese, allorché nel corso del Rally di Monte Carlo 1989, la sua Lancia perse il controllo e si schiantò tra la folla causando la morte di due persone tra gli spettatori, tra questi il pilota svedese Lars-Erik Torph.

### Team manager
Nel 2000 è stato team manager del team Honda Benetton Playlife Racing Team nella classe 125 del motomondiale, vincendo il titolo costruttori. Dal 2001 al 2004 è stato team manager del team BMW Cibiemme Team nel campionato FIA Euro SPC.

## Risultati nel mondiale rally
| 1986 | Scuderia   | Vettura        |     |  |     |  |     |     |  |  |  |  |  |  |  |  | Punti | Pos. |
| ---- | ---------- | -------------- | --- |  | --- |  | --- | --- |  |  |  |  |  |  |  |  | ----- | ---- |
| 1986 | Jolly Club | Fiat Uno Turbo | Rit |  | Rit |  | Rit | Rit |  |  |  |  |  |  |  |  | 0     |      |

| 1987 | Scuderia   | Vettura             |    |    |    |  |  |    |    |  |  |    |  |   |  |  | Punti | Pos. |
| ---- | ---------- | ------------------- | -- | -- | -- |  |  | -- | -- |  |  | -- |  | - |  |  | ----- | ---- |
| 1987 | Jolly Club | Lancia Delta HF 4WD | 12 | 20 | 13 |  |  | 20 | 11 |  |  | 12 |  | 7 |  |  | 4     | 46º  |

| 1988 | Scuderia   | Vettura                                    |   |    |   |  |  |   |   |  |  |   |  |   |  |  | Punti | Pos. |
| ---- | ---------- | ------------------------------------------ | - | -- | - |  |  | - | - |  |  | - |  | - |  |  | ----- | ---- |
| 1988 | Jolly Club | Lancia Delta HF 4WD Lancia Delta Integrale | 2 | 11 | 2 |  |  | 3 | 2 |  |  | 7 |  | 2 |  |  | 76    | 3º   |

| 1989 | Scuderia   | Vettura                |     |  |   |    |  |   |  |   |  |   |   |  |  |  | Punti | Pos. |
| ---- | ---------- | ---------------------- | --- |  | - | -- |  | - |  | - |  | - | - |  |  |  | ----- | ---- |
| 1989 | Jolly Club | Lancia Delta Integrale | Rit |  | 3 | 10 |  | 3 |  | 2 |  | 4 | 2 |  |  |  | 65    | 2º   |

| 1990 | Scuderia                                              | Vettura                                            |  |  |     |  |   |  |  |     |   |   |  |   |  |  | Punti | Pos. |
| ---- | ----------------------------------------------------- | -------------------------------------------------- |  |  | --- |  | - |  |  | --- | - | - |  | - |  |  | ----- | ---- |
| 1990 | Martini Lancia Jolly Club Lancia Martini Q8 Team Ford | Lancia Delta Integrale Ford Sierra RS Cosworth 4x4 |  |  | Rit |  | 5 |  |  | Rit | 3 | 8 |  | 9 |  |  | 25    | 9º   |

| 1991 | Scuderia     | Vettura                     |    |  |     |  |  |     |  |  |  |  |   |  |  |  | Punti | Pos. |
| ---- | ------------ | --------------------------- | -- |  | --- |  |  | --- |  |  |  |  | - |  |  |  | ----- | ---- |
| 1991 | Q8 Team Ford | Ford Sierra RS Cosworth 4x4 | 10 |  | Rit |  |  | Rit |  |  |  |  | 9 |  |  |  | 3     | 54º  |

| 1992 | Scuderia     | Vettura                |  |  |  |  |  |   |  |   |  |  |   |  |   |  | Punti | Pos. |
| ---- | ------------ | ---------------------- |  |  |  |  |  | - |  | - |  |  | - |  | - |  | ----- | ---- |
| 1992 | Astra Racing | Lancia Delta Integrale |  |  |  |  |  | 6 |  | 7 |  |  | 5 |  | 4 |  | 32    | 9º   |

| 1993 | Scuderia     | Vettura                |  |  |   |  |  |   |  |  |  |  |     |  |   |  | Punti | Pos. |
| ---- | ------------ | ---------------------- |  |  | - |  |  | - |  |  |  |  | --- |  | - |  | ----- | ---- |
| 1993 | Astra Racing | Lancia Delta Integrale |  |  | 6 |  |  | 7 |  |  |  |  | Rit |  | 5 |  | 18    | 16º  |

| 1994 | Scuderia | Vettura                                        |  |     |  |  |   |  |  |  |  |  |  |  |  |  | Punti | Pos. |
| ---- | -------- | ---------------------------------------------- |  | --- |  |  | - |  |  |  |  |  |  |  |  |  | ----- | ---- |
| 1994 |          | Ford Escort RS Cosworth Lancia Delta Integrale |  | Rit |  |  | 4 |  |  |  |  |  |  |  |  |  | 10    | 15º  |

| 1995 | Scuderia    | Vettura                 |  |  |   |  |  |  |  |  |  |  |  |  |  |  | Punti | Pos. |
| ---- | ----------- | ----------------------- |  |  | - |  |  |  |  |  |  |  |  |  |  |  | ----- | ---- |
| 1995 | R.A.S. Ford | Ford Escort RS Cosworth |  |  | 8 |  |  |  |  |  |  |  |  |  |  |  | 3     | 21º  |

| 2000 | Scuderia | Vettura                      |  |  |  |  |  |  |  |  |  |  |  |    |  |  | Punti | Pos. |
| ---- | -------- | ---------------------------- |  |  |  |  |  |  |  |  |  |  |  | -- |  |  | ----- | ---- |
| 2000 | Ralliart | Mitsubishi Carisma GT Evo VI |  |  |  |  |  |  |  |  |  |  |  | 23 |  |  | 0     |      |

| 2001 | Scuderia | Vettura                  |  |  |  |  |  |  |  |  |  |  |  |  |    |  | Punti | Pos. |
| ---- | -------- | ------------------------ |  |  |  |  |  |  |  |  |  |  |  |  | -- |  | ----- | ---- |
| 2001 | Ralliart | Mitsubishi Lancer Evo VI |  |  |  |  |  |  |  |  |  |  |  |  | 17 |  | 0     |      |

| 2002 | Scuderia | Vettura                                                 |  |    |  |  |     |  |  |     |    |  |  |    |    |  | Punti | Pos. |
| ---- | -------- | ------------------------------------------------------- |  | -- |  |  | --- |  |  | --- | -- |  |  | -- | -- |  | ----- | ---- |
| 2002 | Ralliart | Mitsubishi Lancer Evo VII Mitsubishi Carisma GT Evo VII |  | 27 |  |  | Rit |  |  | Rit | 18 |  |  | 20 | 17 |  | 0     |      |

| Legenda | 1º posto | 2º posto | 3º posto | A punti | Senza punti | Ritirato | Squalificato | NP=Non partito C=Gara cancellata | Apice=Power stage |